# Глухоманка (гора)
Глухоманка — гора высотой 1593,5 м на Главном водоразделе горного хребта Сихотэ-Алинь в Приморском крае, на границе Тернейского и Красноармейского районов и Дальнегорского городского округа. Находится в 35 км к юго-востоку от села Мельничное, и в 70 км к северу от города Дальнегорск на водоразделе рек Большая Уссурка) и Серебрянка. Старое название – Лючихеза.

## Геоморфология
Гора Глухоманка – вершина Центрального Сихотэ-Алиня, расположена на стыке хребта Дальний и главного водораздела Сихотэ-Алиня. Горный узел Глухоманки является самой северной и высокогорной областью Дальнегорского городского округа и высшей точкой Сихотэ-Алиньского заповедника. А также крайней западной точкой Тернейского района.
Глухоманка – обособленная вершина Центрального Сихотэ-Алиня, господствующая в радиусе 87 км. Именно такое расстояние до ближайшей превосходящей по высоте вершины – г. Лысая, расположенной к северо-востоку. На юго-запад же, ближайшая превосходящая по высоте вершина, г. Снежная находится только в 194 км.
Горный массив Глухоманки имеет куполовидный профиль, с крутыми склонами и широким покатым хребтом, осложнённым выступающими вершинками. На поверхности этого небольшого хребта распространены курумы. Неподалёку от Глухоманки находятся похожие изолированные горные массивы, меньшие по высоте – г. Памятка (1447 м) и г. Великомань (1332 м).

## Высотная поясность
I.	Пояс кедрово-широколиственных лесов расположен у подножья восточного склона Глухоманки, на высоте до 700 м (верховья кл. Спорный). Леса, в которых роль лесообразователя выполняет кедр корейский, характеризуются многовидовым составом, сложным строением  и значительным участием в их сложении видов растений, характерных для широколиственных листопадных лесов Северного полушария. Пояс занимает незначительную площадь, уступая место более распространённым на горе пихтово-еловым и елово-берёзовым лесам.
II.	Пихтово-еловые леса образуют хорошо выраженный вертикальный пояс в пределах высот 600-1000 м над ур. м. В поясе пихтово-еловых лесов представлены фрагменты девственных формаций с участием реликтового древовидного рододендрона Фори и заманихи высокой.
III.	Пояс подгольцовой (субальпийской) растительности. В массиве Глухоманки располагается на высотах более 1000 м над уровнем моря. Подразделяется на: высокогорные пихтово-еловые и лиственничные леса и редколесья – 1000-1400 м над уровнем моря; стелющиеся леса из кедрового стланика и каменноберёзовое криволесье на высоте 1200-1600 м над ур. м.
IV.	Гольцово-тундровая (альпийская) растительность развита лишь на вершинном гребне Глухоманки, на высотах более 1400 м над ур. м.

## Хозяйственная деятельность
В настоящее время вершина Глухоманки расположена на границе Сихотэ-Алиньского заповедника, в охранной зоне. В 7 км к югу от вершины находится перевал Поднебесный на автодороге Дальнереченск – Рощино – Пластун. В верховьях р. Иртыш (бассейн Большой Уссурки), на юго-западном склоне Глухоманки, ведутся лесозаготовки. На северных склонах в 1970 – 80 годах велись геологоразведочные работы. В 12 км к северо-востоку, в этот же период, работал рудник Лысогорский, на Лысогорском оловорудном месторождении.